# 南簡
南簡，是臺灣臺中市梧棲區的一個傳統地域名稱，位於該區中部偏東。相較於今日行政區，其範圍大致包括南簡里、福德里不含南端、頂寮里東南部、下寮里東部、中正里東部、文化里最東端、安仁里最東端、草湳里東北角一小塊地、大庄里西北角一小塊地。

## 歷史
台灣清治末期，南簡地區為一街庄，稱為「南簡庄」，隸屬於大肚中堡。該庄北與社口庄為鄰，東北與鹿藔庄為鄰，南邊為大庄，西邊為及西北邊為梧棲港街。
1901年（日明治三十四年）11月，全台廢縣廳改設二十廳，該庄隸屬於臺中廳。1903年（明治三十六年）6月，該庄編入「梧棲港區」，仍隸屬於臺中廳。1909年（明治四十二年）10月，全台二十廳合併為十二廳，梧棲港區隸屬不變。1920年（大正九年），全台地方制度大改正，該庄改制為「南簡」大字，隸屬於臺中州大甲郡梧棲街，大字下有「南簡」、「陳厝」小字名。
戰後梧棲街改制為梧棲鎮，隸屬於臺中縣，大字亦改制為里。1950年10月，中、彰、投分治，梧棲鎮隸屬不變。2010年12月，隨著臺中縣、市合併為直轄臺中市，梧棲鎮改制為梧棲區。

## 聚落
本地區發展較早的聚落有南簡、陳厝等，在日治期初期的官方地圖上已有記載。

## 交通
台鐵海線大致以北北東—南南西走向經過南簡地區東部邊界外不遠處。北側最近的是清水車站，屬三等站，除少部分自強號不停靠外，其餘各級列車均有停靠；南側最近的是沙鹿車站，屬二等站，各級列車均有停靠。由此等可前往台鐵沿線各站。
省道台1線（中華路一段）又稱「縱貫公路」，是台北至屏東楓港的台灣西部傳統平面幹道，大致以北北東—南南西走向經過本地區東部近邊界地帶。由該道路向北北東可前往清水、大甲、苑裡、通霄等地，向南南西轉南可前往龍井、大肚、彰化、花壇等地。
省道台12線（台灣大道八段，舊稱中棲路一段），是梧棲港至台鐵台中車站的平面幹道，大致以西北西—東南東走向經過本地區西南部凸出部分。由該道路向西北西可前往梧棲港並止於省道台17線路口，向東南東可前往沙鹿、龍井東端、西屯、台中市區並止於台鐵台中車站前。
省道台61線又稱「西部濱海快速公路」，是新北市八里至臺南市安南的快速公路，大致以北北東－南南西走向經過本地區西部，由此可快速前往台灣西部海岸各地。
區道中59線（中央路二段～一段）是菁埔至海埔子的道路，大致以北北東—南南西走向經過本地區西部，並位於省道台61線東側。由該道路向北北東可前往大槺榔與社口交界地帶、秀水、四塊厝、三塊厝的菁埔並止於省道台1線路口，向南南西可前往大庄、鴨母寮、三塊厝、福頭崙東南部的田尾厝並止於區道中62線路口。

## 學校
- 中正國小